# Lower Burrell
Lower Burrell est une ville située au nord-ouest du comté de Westmoreland, en Pennsylvanie, aux États-Unis,. En 2010, elle comptait une population de 11 761 habitants, estimée au 1er juillet 2020 à 11 339 habitants. La ville est fondée en 1852 et incorporée en 1958.

## Démographie
Lors du recensement de 2010, la ville comptait une population de 11 761 habitants. Elle est estimée, en 2020, à 11 339 habitants.